# 顶子城遗址
顶子城遗址，位于中国河北省承德市烧锅营子村，为承德市平泉县的一个全国重点文物保护单位，类型为古遗址，公布时间为1993年7月15日。
顶子城遗址的历史年代为夏、商。